# Rallye du Paraguay
Le Rallye du Paraguay est un rallye automobile basé à Encarnación, dans le département d'Itapúa, au sud-est du Paraguay. Son parcours est basé sur le Rallye Trans Itapúa. Il intègre le championnat du monde des rallyes à partir de 2025, après avoir signé un accord pluriannuel, faisant du Paraguay le trente-huitième pays à organiser une manche du WRC.

## Histoire
Avant 2024, des discussions ont lieu entre les autorités paraguayennes et le promoteur du WRC pour organiser une épreuve du championnat du monde. La tenue du rallye est confirmée en juin 2024, avec la présentation du parcours par le président Santiago Peña. Cette nouvelle épreuve se base sur le Rally Trans Itapúa, organisé chaque année en mars depuis 1981. En 2024, un événement préliminaire a lieu en septembre, nommé 1er Rallye du Paraguay, qui constitue le dernier test avant l'introduction de l'épreuve en WRC l'année suivante. Le Rally Trans Itapúa continue d'être disputé en mars en tant que manche d'ouverture du championnat du Paraguay et du CODASUR.
La première édition du rallye au sein du WRC doit se dérouler du 28 au 31 août et contenir 19 spéciales. Le parcours est composé de spéciales sur gravier et terre, longeant le Rio Paraguay. Le Paraguay devient la trente-huitième nation à accueillir une épreuve du championnat du monde des rallyes.

## Résultats
| Saison | Nom officiel                    | Vainqueur                             | Voiture                | Ecurie                              | Championnat             |
| ------ | ------------------------------- | ------------------------------------- | ---------------------- | ----------------------------------- | ----------------------- |
| 2024   | 1° Petrobras Rally del Paraguay | Marco Bulacia Wilkinson Diego Vallejo | Volkswagen Polo GTI R5 | ABR South America by MG Rally Works | Paraguayan championship |
| 2025   | 2° Ueno Rally del Paraguay 2025 |                                       |                        |                                     |                         |